# Argyropelecus aculeatus
Argyropelecus aculeatus és una espècie de peix pertanyent a la família dels esternoptíquids.

## Descripció
- Fa 8,3 cm de llargària màxima.[3][4]

## Alimentació
Menja sobretot ostràcodes i, en segon lloc, copèpodes i larves de decàpodes i de peixos.

## Depredadors
És depredat per Alepisaurus, Beryx splendens, Pseudopentaceros wheeleri i la tonyina blava (Thunnus thynnus thynnus).

## Hàbitat
És un peix marí i batipelàgic que viu entre 100 i 600 m de fondària.

## Distribució geogràfica
Es troba a l'Atlàntic oriental (des de Portugal fins al Senegal i, de vegades, Namíbia), l'Atlàntic occidental (40°N-10°N, 15°S-35°S i les Guaianes), l'Atlàntic nord-occidental (el Canadà), l'Índic (0°-35°S), el Pacífic occidental (35°N-35°S) i el Pacífic sud-oriental (30°S-35°).

## Costums
És mesopelàgic: durant el dia es troba entre 300 i 600 m de fondària, i entre 100 i 300 a la nit.

## Observacions
És inofensiu per als humans.